# Петросян, Авак Гегамович
Авак Гегамович Петросян (англ. Ավագ Գեղամի Պետրոսյան, 16 [29] марта 1912, Камарис, Кавказское наместничество — 5 ноября 2000, Ереван) — советский армянский певец, лирико-драматический тенор. Народный артист Армянской ССР (1956) и Азербайджанской ССР (1962). Лауреат Сталинской премии (1951)

## Биография
Учился в Московской консерватории (1940—1941, класс К. Н. Дорлиак). Окончил Ереванскую консерваторию (1942, класс Н. Г. Кардян).
С 1941 года солист Театра оперы и балета им. Спендиарова. Выступил первым исполнителем многих партий в армянских национальных операх. Репертуар Петросяна включал также камерные произведения Комитаса, Р. Меликяна, Г. Егиазаряна, А. Сатяна, обработки армянских народных песен, произведения русской и западноевропейской классики — Рахманинова, Чайковского, Глинки, Римского-Корсакова, Генделя, Баха, Сен-Санса, Леонкавалло, Моцарта, Шуберта, Глюка — всего свыше 250 произведений.

## Память

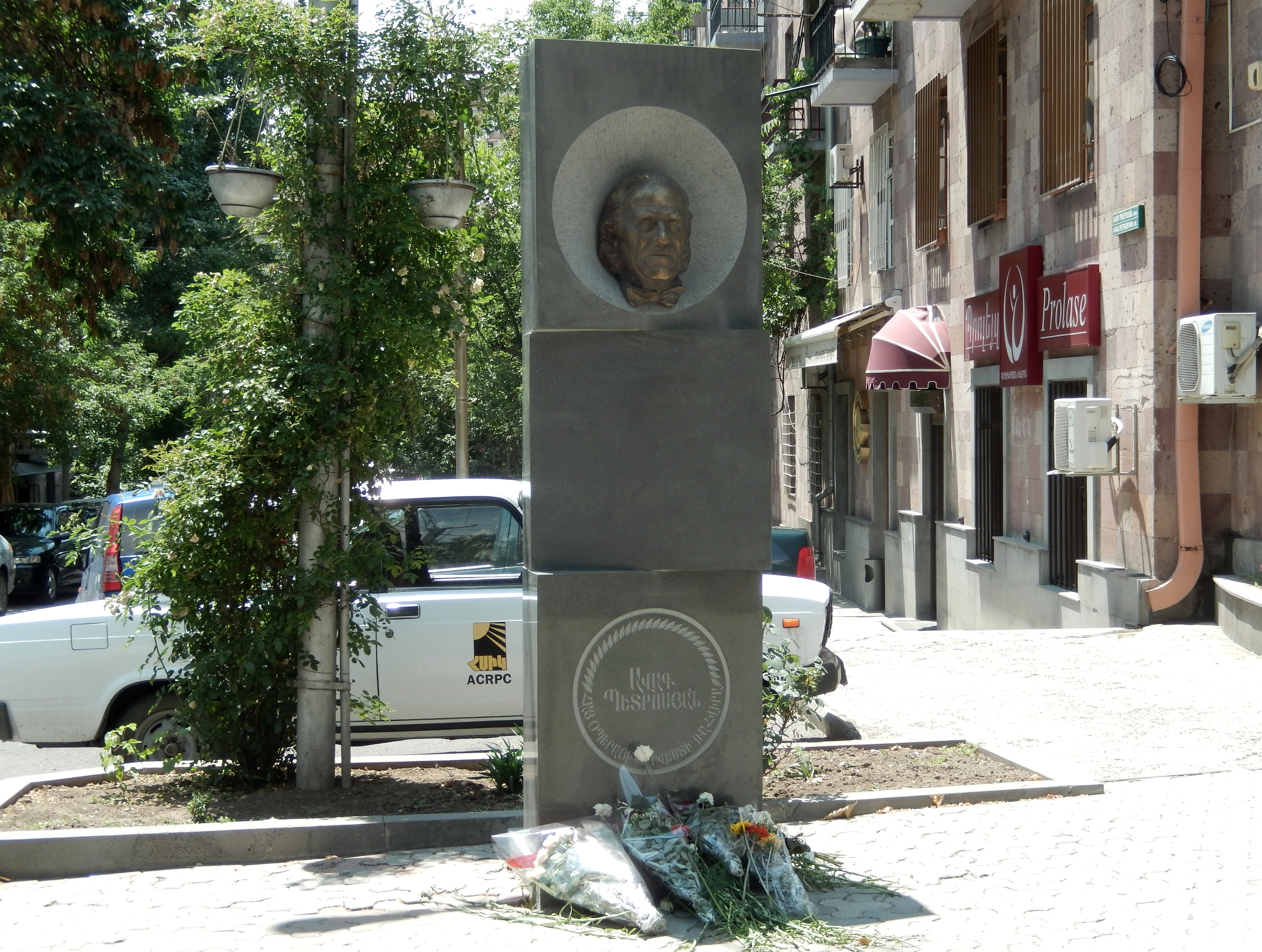
Монумент Авагу Петросяну в Ереване

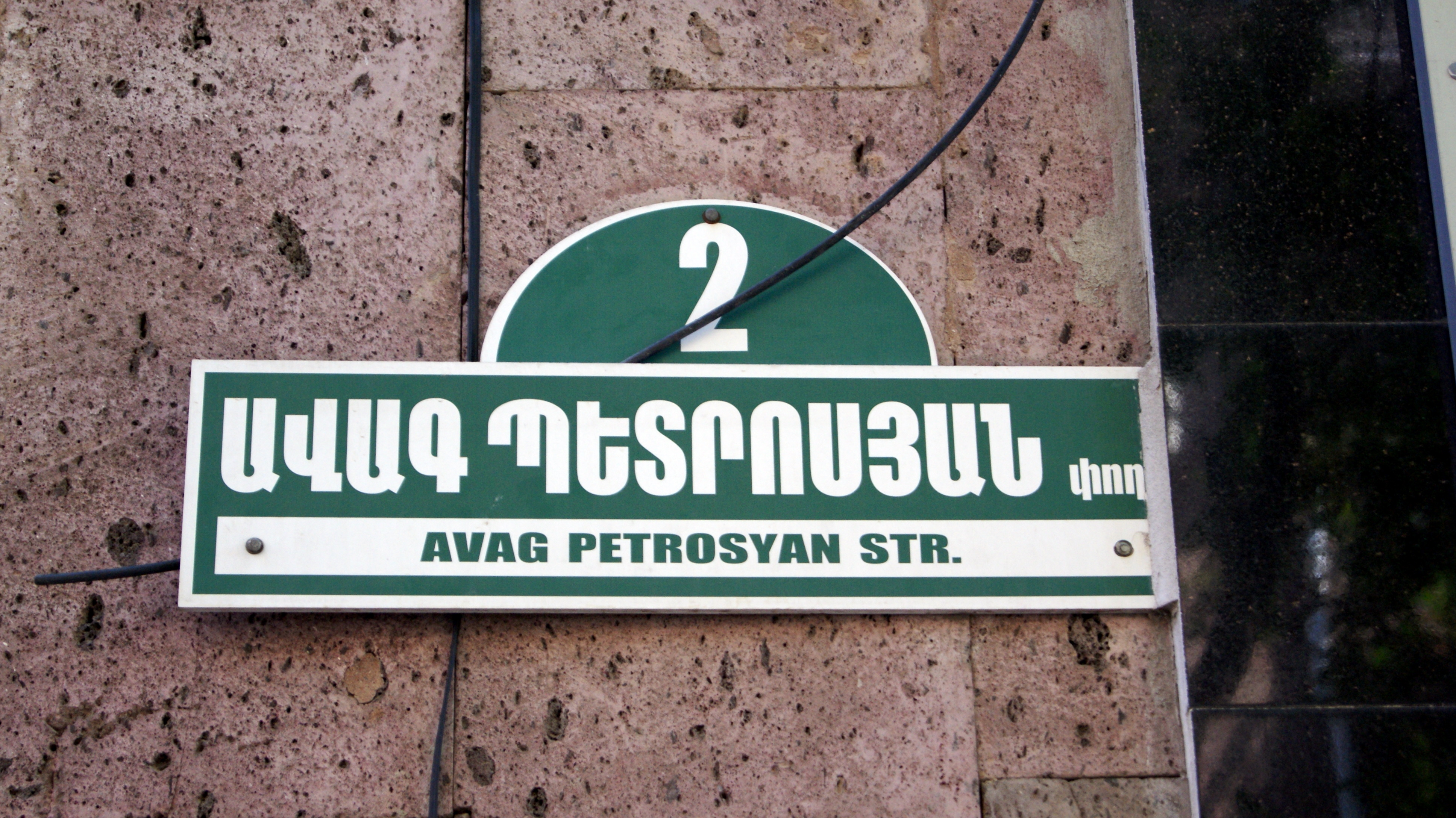

Именем Авака Петросяна названа улица в Ереване (бывший 1-й проход улицы Туманяна).